# كيان هانسن
كيان هانسن (بالدنماركية: Kian Hansen) (3 مارس 1989 في الدنمارك - ) هو لاعب كرة قدم دانمركي في مركز الدفاع. شارك مع منتخب الدنمارك تحت 19 سنة لكرة القدم ومنتخب الدنمارك لكرة القدم. أما مع النوادي، فقد لعب مع نادي إيسبيرغ ونادي ميتييلاند ونادي نانت.

## وصلات خارجية
- كيان هانسن على موقع الاتحاد الأوربي (الإنجليزية)
- كيان هانسن على موقع قاعدة بيانات كرة القدم.إي يو (الإنجليزية)
- كيان هانسن على موقع Soccerway.com (الإنجليزية)
- كيان هانسن على موقع AS.com (الإسبانية)